# 1231년

## 연호
- 남송(南宋) 소정(紹定) 4년
- 금(金) 정대(正大) 8년
- 일본(日本) 간키(寛喜) 3년
- 쩐 왕조(陳朝) 끼엔쭝(建中) 7년

## 기년
- 남송(南宋) 이종(理宗) 7년
- 금(金) 애종(哀宗) 8년
- 고려(高麗) 고종(高宗) 18년
- 몽골 오고타이 칸 3년
- 쩐 왕조(陳朝) 태종(太宗) 7년

## 사건
- 몽골의 고려 1차침입
- 박서와 김경손이 이끄는 12결사대가 귀주성에서 격퇴함.